# 水色と空色 (アルバム)
『水色と空色』は、藤井フミヤ23枚目のオリジナル・アルバム。2022年11月2日発売。発売元はインデペンデントレーベル。

## 概要
前作『フジイロック』から3年ぶりのアルバム。

## 収録曲
作詞：藤井フミヤ，作曲・編曲：大島賢治（特記以外）
1. 今さらI want you（4:25）
編曲：佐橋佳幸
2. 君の隣に（4:12）
作曲：川村結花・編曲：佐橋佳幸
3. 手のなるほうへ（5:15）
作詞：河口京吾/藤井フミヤ・作曲：河口京吾・編曲：斎藤有太
4. Wana（4:02）
5. So young（4:09）
6. 未完成タワー（4:21）
作詞：藤井フミヤ・作曲：増本直樹・編曲：亀田誠治・弦アレンジ：亀田誠治
7. 無限なGrowing up（4:06）
作詞：藤井フミヤ・作曲：増本直樹・編曲：大島賢治
8. 禁じられた約束（3:53）
作詞：藤井フミヤ・作曲：大土井裕二・編曲：大島賢治・弦アレンジ：大島賢治/阿部美緒
9. IF（4:40）
作詞：藤井フミヤ・作曲：有賀啓雄・編曲：有賀啓雄・弦アレンジ：有賀啓雄
10. 水色と空色（4:40）
作詞：藤井フミヤ・作曲：岸田勇気・編曲：亀田誠治・弦アレンジ：亀田誠治
11. 君の手に初めて触れた日（4:51）
作詞：藤井フミヤ・作曲：藤井尚之・編曲：岸田勇気・弦アレンジ：岸田勇気
12. 慕情（5:19）
作詞：藤井フミヤ・作曲：川村結花・編曲：有賀啓雄・弦アレンジ：有賀啓雄